# (31613) 1999 GO8
1999 GO8 (asteroide 31613) é um asteroide da cintura principal. Possui uma excentricidade de 0.02880210 e uma inclinação de 3.84556º.
Este asteroide foi descoberto no dia 10 de abril de 1999 por LONEOS em Anderson Mesa.